# Dvorets i krepost
Dvorets i krepost (russisk: Дворец и крепость) er en sovjetisk stumfilm fra 1924 af Aleksandr Ivanovskij.

## Medvirkende
- Jevgenij Boronikhin som Mikhail Bejdeman
- Jurij Korvin-Krukovsky som Lagutin
- Jelena Khmelevskaja som Vera Lagutina
- Marija Jurjeva
- Sergej Sjisjko som Sergej Netjaev